# بستان سور
بستان سور هي قرية أثرية يعود عمرها إلى 9000 عام قبل الميلاد، تقع في محافظة السليمانية، كردستان العراق، العراق.

## التنقيبات والحفريات
في عام 2018 كشف فريق بحثي مختص بالآثار أن قرية بستان سور، قد بدأت بها الزراعة منذ حوالي 9000 عام قبل الميلاد، وأن السكان أنتقلوا من أسلوب ومهنة تربية المواشي إلى مهنة الزراعة في القرية، وبذلك تكون الزراعة قد بدأت في فترة العصر الحجري الجليدي، وأن هذه التنقيبات قد غيرت ما كان يعرف سابقا في التاريخ حيث سجل أن قرية جرمو شرق السليمانية تعتبر واحدة من أقدم القرى الزراعية في التاريخ والتي يعود تاريخها إلى حوالي 7000 عام قبل الميلاد، في فترة العصر الحجري. ومنذ عام 1947 صُنفت القرية كموقع أثري يوجد به أكثر من 600 منطقة أثرية.

## القائمة المؤقتة
أدرجت القرية على القائمة المؤقتة للتراث العالمي، لاجل إدراجها على لائحة التراث العالمي.

## وصلات خارجية
بستان سور على اليوتيوب